# جو ناگبه
جو ناگبه (انگلیسی: Joe Nagbe؛ زادهٔ ۲ سپتامبر ۱۹۶۸) بازیکن سابق و مربی فوتبال اهل لیبریا است.
از باشگاه‌هایی که در آن بازی کرده‌است می‌توان به باشگاه فوتبال پانیونیوس، باشگاه فوتبال گیانینا، باشگاه فوتبال الجزیره، باشگاه فوتبال نیس، باشگاه فوتبال پائوک، باشگاه فوتبال لوگانو، و باشگاه فوتبال آاس موناکو اشاره کرد.
وی همچنین در تیم ملی فوتبال لیبریا بازی کرده‌است.